# ATP Challenger Azoren
Der ATP Challenger Azoren (offiziell: Azoren Challenger) war ein Tennisturnier, das von 1988 bis 1997 jährlich auf den zu Portugal gehörenden Azoren stattfand. Es gehörte zur ATP Challenger Tour und wurde im Freien auf Hartplatz gespielt. Nuno Marques im Einzel und Christian Saceanu im Doppel gewann jeweils zwei Titel.

## Liste der Sieger

### Einzel
| Jahr | Sieger            | Finalgegner          | Ergebnis          |
| ---- | ----------------- | -------------------- | ----------------- |
| 1997 | Cristiano Caratti | Óscar Burrieza López | 3:6, 6:3, 6:4     |
| 1996 | Nuno Marques (2)  | Luis-Enrique Herrera | 6:7, 6:4, 6:4     |
| 1995 | Nuno Marques (1)  | Wayne Black          | 3:6, 6:3, 6:2     |
| 1994 | Paul Wekesa       | Frederik Fetterlein  | 6:3, 1:6, 6:1     |
| 1993 | Rodolphe Gilbert  | Jeff Tarango         | 6:1, 5:7, 6:4     |
| 1992 | Henrik Holm       | Kenneth Carlsen      | 6:4, 6:3          |
| 1991 | Marcos Ondruska   | Henrik Holm          | 6:3, 2:6, 7:6     |
| 1990 | Francisco Roig    | Chris Pridham        | 6:3, 2:6, 6:4     |
| 1989 | nicht ausgetragen | nicht ausgetragen    | nicht ausgetragen |
| 1988 | Nick Fulwood      | João Cunha e Silva   | 6:3, 7:6          |

### Doppel
| Jahr | Sieger                               | Finalgegner                    | Ergebnis          |
| ---- | ------------------------------------ | ------------------------------ | ----------------- |
| 1997 | Andrei Tscherkassow Gastón Etlis     | Nils Holm Lars-Anders Wahlgren | 6:7, 7:5, 6:3     |
| 1996 | Marcus Hilpert Christian Saceanu (2) | Jamie Delgado Charlie Singer   | 6:7, 6:2, 6:4     |
| 1995 | Tim Henman Christian Saceanu (1)     | Nuno Marques Chris Wilkinson   | 6:2, 6:2          |
| 1994 | Danny Sapsford Chris Wilkinson       | Emanuel Couto Eyal Ran         | 7:5, 6:1          |
| 1993 | Bryan Shelton Roger Smith            | Chris Bailey Jeff Tarango      | 6:4, 6:4          |
| 1992 | Henrik Holm Nicklas Utgren           | Donny Isaak Peter Nyborg       | 7:6, 7:6          |
| 1991 | Byron Black T. J. Middleton          | Henrik Holm Peter Nyborg       | 6:3, 4:6, 7:6     |
| 1990 | Brent Haygarth Scott Patridge        | Andrew Castle Nduka Odizor     | 6:7, 7:6, 6:3     |
| 1989 | nicht ausgetragen                    | nicht ausgetragen              | nicht ausgetragen |
| 1988 | Nduka Odizor Éric Winogradsky        | Charles Merzbacher Otis Smith  | 6:4, 6:4          |